# 밤이 무너질 때
"밤이 무너질 때"는 1984년에 개봉한 대한민국의 영화이다.

## 캐스팅
- 이미숙 : 신채원 역
- 신일룡 : 정강일 역
- 이무정
- 진봉진
- 박동룡
- 최일
- 문미봉
- 남포동
- 길달호
- 서평석
- 노금림
- 강희주
- 이은혜
- 김만 (우정출연)
- 최명효 (우정출연)